# Aleksander Abłamowicz
Aleksander Leopold Abłamowicz (ur. 12 maja 1932 w Białymstoku, zm. 29 stycznia 2011) – profesor, doktor habilitowany nauk humanistycznych (filologii romańskiej), literaturoznawca.

## Działalność naukowa
W 1945 r. przeprowadził się do Bytomia, gdzie w 1950 r. ukończył I Liceum Ogólnokształcące im. Jana Smolenia. Następnie ukończył filologię romańską na Uniwersytecie Jagiellońskim i przez pewien czas uczył języka francuskiego w LO im. Smolenia w Bytomiu. W 1966 r. po obronie rozprawy doktorskiej rozpoczął pracę naukową na Uniwersytecie Jagiellońskim.
Od 1973 r. związany z Uniwersytetem Śląskim, gdzie współtworzył śląską romanistykę.
Pełnił tam następujące funkcje:
- wicedyrektor Instytutu Filologii Obcych (1973-1978)
- kierownik Zakładu Filologii Romańskiej (1973-1978)
- twórca i kierownik Zakładu Literatur Romańskich (1973-2002)
- dyrektor Instytutu Filologii Romańskiej (1978-2002)
- prodziekan Wydziału Filologicznego (1976-1980)
- dziekan Wydziału Filologicznego (1981-1984)

Jednocześnie w latach 1993-2010 był wykładowcą Uniwersytetu Ostrawskiego, gdzie współtworzył Katedrę Romanistyki na tamtejszym Wydziale Filozoficznym.
Był również organizatorem i pierwszym dyrektorem Ośrodka Alliance française w Katowicach (1974-1975).
Wykładał na uniwersytetach we Francji, Portugalii, Grecji, Kanadzie, Niemczech, Hiszpanii, USA i Czechach.
24 stycznia 1997 Prezydent Rzeczypospolitej Polskiej wręczył mu nominację profesorską.
Pochowany na cmentarzu przy ul. Kraszewskiego w Bytomiu, s. 5, rz. 7 gr. 109.

## Specjalizacja naukowa i osiągnięcia
Jego specjalizacja naukowa obejmuje: literaturoznawstwo romańskie, a w szczególności:
- powieść francuską XX wieku
- powieść rzekę
- literaturę surrealistyczną

Był autorem trzech monografii, ponad stu artykułów naukowych i redaktorem dwudziestu prac zbiorowych, członkiem wielu prestiżowych gremiów naukowych, między innymi Międzynarodowego Towarzystwa Literatury Porównawczej oraz UPELF (stowarzyszenia romanistyk).

## Odznaczenia
- Krzyż Kawalerski Orderu Odrodzenia Polski
- Kawaler Legii Honorowej (Francja)
- Kawaler Orderu Palm Akademickich (Francja)
- Doctor honoris causa Uniwersytetu Pikardyjskiego im. Jules’a Verne’a w Amiens (Francja) (1996)
- Złota Odznaka „Za zasługi dla Uniwersytetu Śląskiego”